# Jan Dismas Zelenka

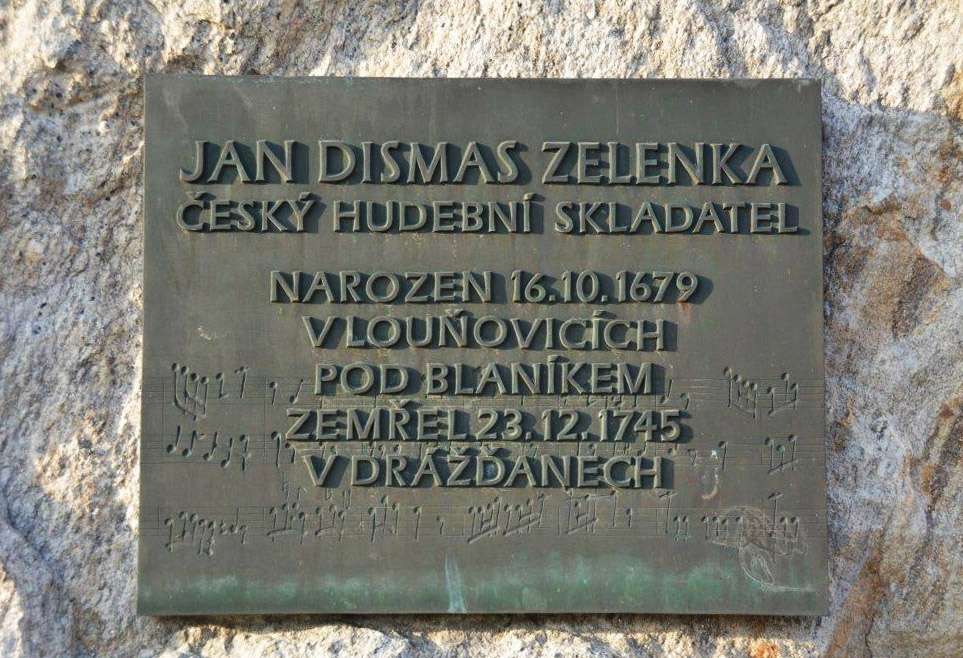
Placa commemorativa a la seva casa natal

Jan Dismas Zelenka (Louňovice, Bohèmia, Sacre Imperi, 16 d'octubre de 1679 - Dresden, Saxònia, Sacre Imperi, 22 de desembre de 1745) fou un compositor barroc.

## Biografia

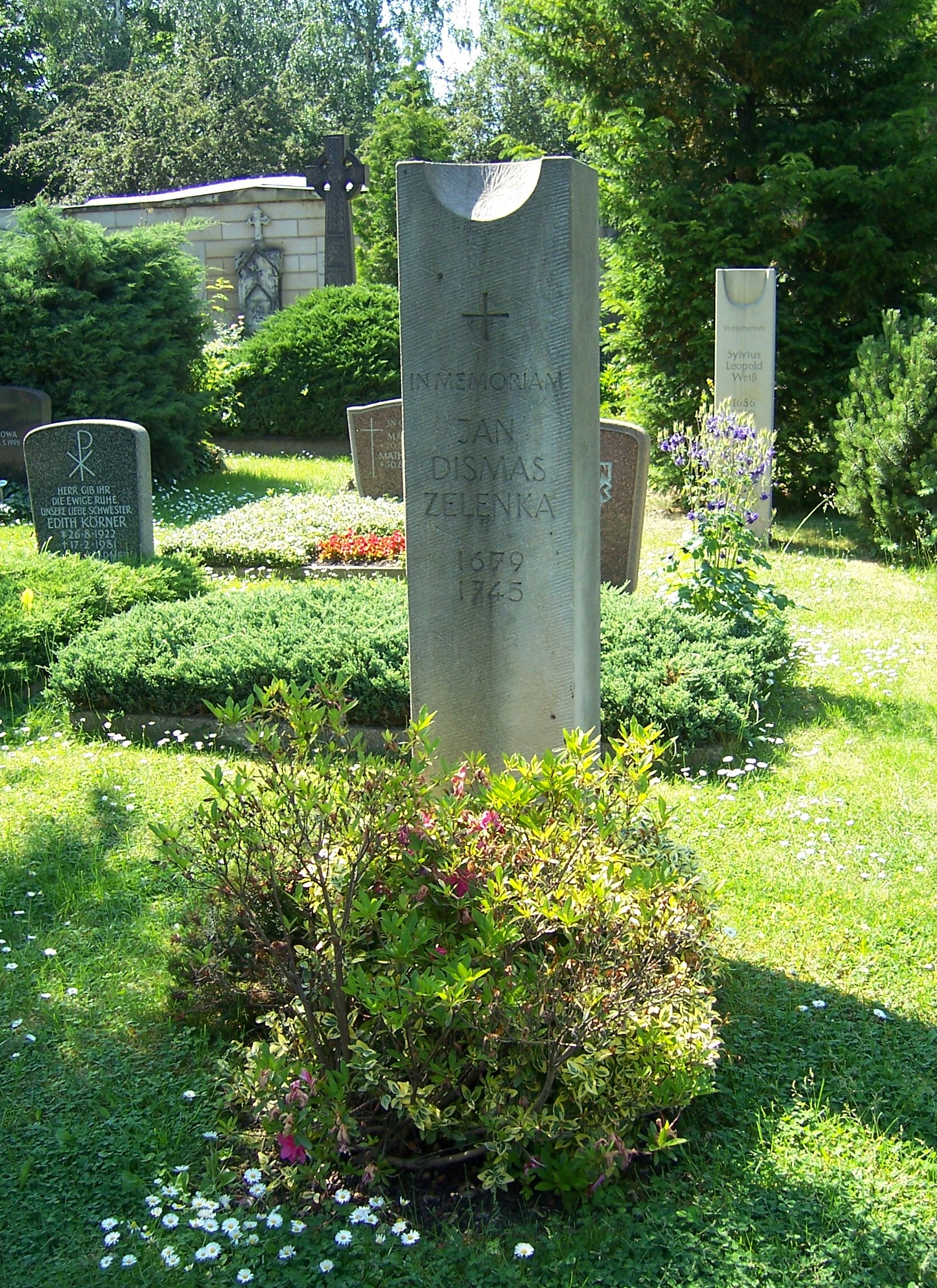
Monument funerari al Katholischer Friedhof Dresden

Encara que no es coneix molt de la seua infància i joventut, probablement va ser son pare, professor i organista d'aquesta ciutat, qui el va introduir en el món de la música. Es pensa que podria haver rebut una educació musical en el col·legi jesuïta de Praga, anomenat Clementinum. El 1709 va ser contrabaix de la capella del comte J.L. Von Hartig a Praga i el 1710 de la Capella Reial Saxona de Dresden. De 1715 a 1719 va estudiar amb Johann Joseph Fux a Viena i amb Antonio Lotti i Alessandro Scarlatti a Itàlia. El 1719 va fixar la seua residència definitiva a Dresden, on va ser nomenat el 1721 vicemestre de capella i, el 1729, director de música de l'Església. Va romandre en aquesta ciutat fins a la seua mort, el 1745.

## Obra
Jan Dismas Zelenka va compondre música instrumental i vocal, encara que la major part de la seua obra està dedicada a la música religiosa. La seua música és poc convencional i de gran originalitat. Tot i això i pel fet que Zelenka era considerat un compositor massa conservador en el seu temps (igual que Johann Sebastian Bach), la major part de la seua obra va quedar en l'oblit després de la seua mort, i no va ser sinó fins a finals del segle XX que algunes de les seues obres van tornar a interpretar-se.
La major part de la seua música religiosa va ser escrita per a la cort de Dresden, que s'havia convertit al catolicisme per qüestions polítiques. Zelenka hi uneix les tècniques de composició arcaiques, basades sobretot en un contrapunt molt estricte, amb els elements més moderns de la seua època, aconseguint així obres de gran expressivitat. Es coneixen prop de 20 misses, fragments de missa, responsoris, 2 Magnificats, un d'ells en re major, que Johann Sebastian Bach va fer copiar per al seu fill Wilhelm Friedemann, nombrosos salms, responsoris a cappella, elogiats per Telemann, i 3 oratoris: Gesù al Calvari, Il Serpente de bronzo e I penitente al Sepolcro. El 2014, l'Orquestra Barroca Catalana i l'Ensemble Antiphona de França van recrear la seua Missa Corporis Domini (ZWV 9) del 1727, presumptament perduda durant els estralls de la Segona Guerra Mundial, segons una còpia feta pel seu deixeble Johann Gottlob Harrer, retrobada a Berlín.
El nombre de composicions vocals profanes és molt reduït. Entre aquestes destaca l'òpera llatina Sub Olea pacis et palma virtutis. En la seua música instrumental introdueix elements de la música popular txeca. Entre les seues obres instrumentals es troben: 6 sonates de cambra, 5 capriccios per a orquestra, una simfonia, una suite-obertura, una obertura de programa, Hipochondria, i un concert per a orquestra en sol major.
Zelenka es mostra pròxim als grans mestres del barroc tardà. La seua originalitat en la invenció de temes, en les progressions harmòniques, en el seu ús constant de cromatisme i en la cerca de sonoritats noves, igual que la seua escriptura de gran virtuosisme són molt apreciades actualment i l'acosten considerablement a Johann Sebastian Bach, qui el considerava un excel·lent compositor. Durant molt de temps va ser oblidat, fins que va ser redescobert a final dels anys 1950, pel flautista Milan Munclinger i el seu conjunt Ars Rediviva, dedicat a la recuperació de música oblidada.
La música de Zelenka es troba registrada i ordenada temàticament en el catàleg Zelenka-Werke-Verzeichnis (ZWV) de Wolfgang Reiche.